# فلیکس لوگیست
فلیکس لوگیست (انگلیسی: Félix Logiest؛ زادهٔ ۲۸ ژوئن ۱۸۹۵ - درگذشت نامشخص) ژیمناست هنری اهل بلژیک بود.